# Victor Brauner
Victor Brauner (n. 15 iunie 1903, Piatra-Neamț, Neamț, România – d. 12 martie 1966, Paris, Franța) a fost un pictor, sculptor și poet suprarealist evreu, originar din România, care a „cochetat” inițial și cu curentul artistic Dada.

## Biografie

### Familie
Victor Brauner a fost al treilea din cei șase copii ai lui Deborah și Herman Brauner, un fabricant de cherestea din Piatra Neamț. A fost frate al etnomuzicologului Harry Brauner și al fotografului Théodore (Teddy) Brauner, respectiv cumnat (târziu) al folcloristei și artistei plastice Lena Constante.

### Studii
Victor Brauner urmează școala primară la Viena, unde familia se stabilește pentru câțiva ani. După revenirea familiei sale în țară, în 1914, Victor își continuă studiile la Școala evanghelică din Brăila; în această perioadă începe să-l pasioneze zoologia. 
Frecventează Școala de Arte Frumoase din București (1919 - 1921) și Academia Liberă de Pictură a lui Horia Igiroșanu.

## Cariera artistică
Vizitează orașele Fălticeni și Balcic, și începe să picteze peisaje "cezanniene". Apoi, după propria-i mărturisire, trece prin toate fazele: "dadaiste, abstracționiste, expresioniste". În 1924, la 26 septembrie, are loc prima sa expoziție personală, la București, la "Galeriile Mozart". În această perioadă îl întâlnește pe poetul Ilarie Voronca, cu care va înființa revista 75 HP, în care Victor Brauner publică manifestul "Pictopoezia" și un articol "Supra-raționalismul". Pictează și expune "Cristos la Cabaret" (în maniera pictorului Georg Grosz) și "Fata din fabrică" (în maniera lui Holder). Participă la expoziția "Contimporanul" (noiembrie 1924). În 1925 face primul voiaj la Paris, de unde se întoarce în țară, la București în 1927. 
În perioada 1928 - 1931 colaborează la revista "Unu", revistă de avangardă, cu concepții dadaiste și suprarealiste, în care publică reproduceri după majoritatea tablourilor și desenelor sale: "desene limpezi și portrete făcute de Victor Brauner prietenilor săi, poeți și scriitori".

### La Paris
În 1930 se instalează la Paris, unde îl întâlnește pe Brâncuși, care-l inițiază în arta fotografică. Tot în această perioadă se împrietenește cu poetul evreu Benjamin Fondane și îl întâlnește pe Yves Tanguy, care-l va introduce mai târziu în cercul suprarealiștilor. Locuiește pe strada Moulin Vert, în același imobil cu Giacometti și Tanguy. În acest an pictează "Autoportretul cu ochiul scos", temă premonitorie.

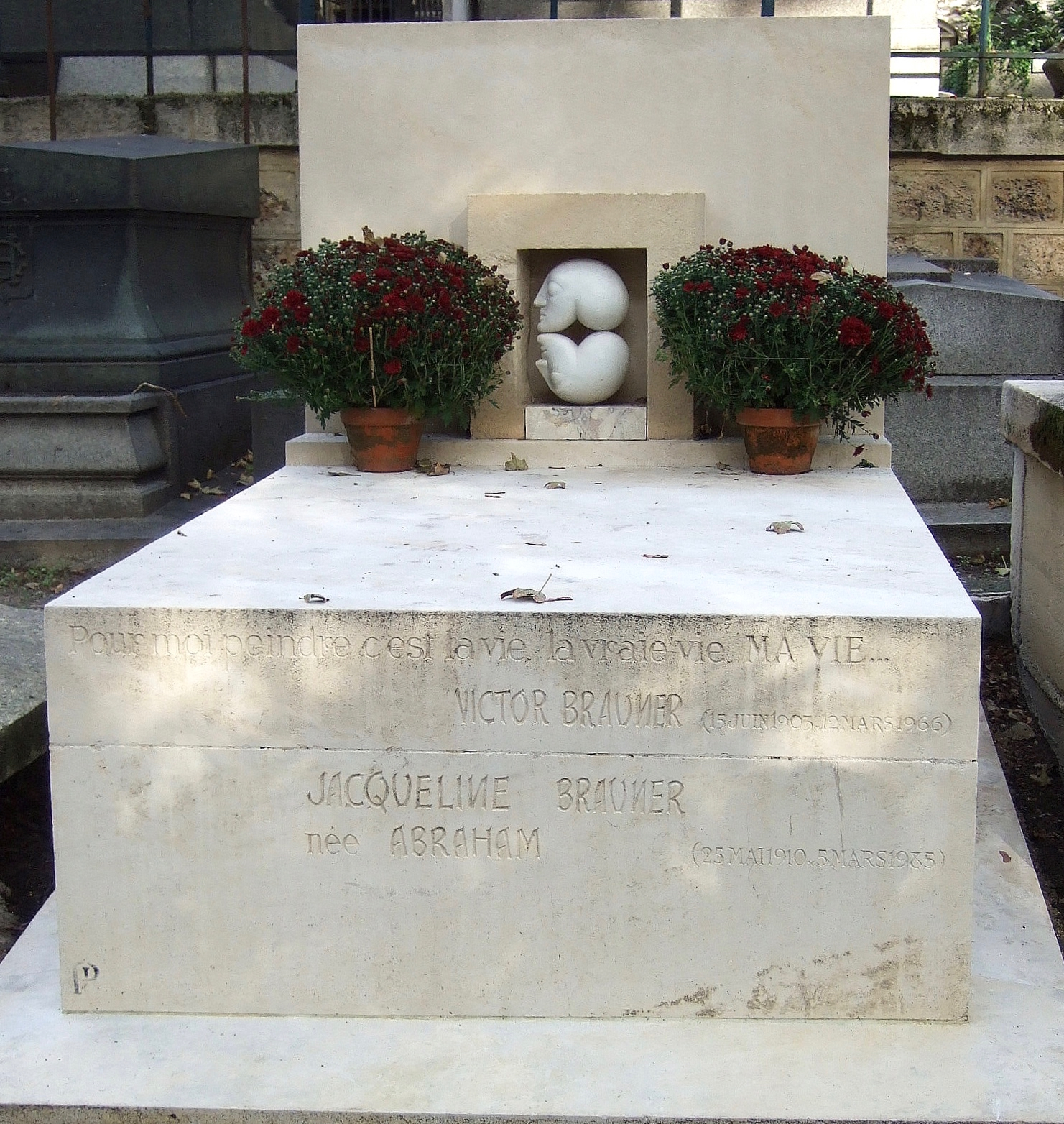
Mormântul lui Victor Brauner în cimitirul din Montmartre

În 1933 are loc prima expoziție personală la Paris, la "Gallerie Pierre", prezentată de André Breton. Sunt expuse o serie de tablouri în care tema ochiului e mereu prezentă: "Puterea de concentrare a domnului K" și "Straniul caz al domnului K" sunt tablouri pe care André Breton le compară cu piesa "Ubu Roi" a lui Alfred Jarry, "o imensă satiră caricaturală a burgheziei."
Victor Brauner participă la toate expozițiile suprarealiste.

### În România
În 1935 revine în țară, la București. Se încadrează aici în rândurile Partidului Comunist din România pentru scurtă vreme și fără o înregimentare expresă. La 7 aprilie 1935 are loc vernisajul unei expoziții personale, în sala Mozart. Despre aceasta, Sașa Pană, în romanul autobiografic "Născut în 02" scrie: "7 aprilie 1935... Expoziție de factură suprearealistă". 
Catalogul prezintă 16 picturi cu un vers, cu o imagine suprararealistă, delicioase prin insolitul lor, poate creații ale unui dicteu automat și, precis, fără nici o referire la pânza respectivă. Sunt redactate în franceză. Savoarea lor se păstrează și în româneasca lor transpunere. Expoziția a prilejuit apariția în ziare și reviste a numeroase, interesante articole critice și luări de atitudine cu privire la suprarealismul în arte și literatură. 
Alte aprecieri despre participările lui Brauner la expoziții suprarealiste: "Acest curent cu toată aparența sa de formulă absurdă... este un punct de tranziție spre arta care vine." (D. Trost, în "Rampa" din 14 aprilie 1935). În "Cuvântul Liber" din 20 aprilie 1935, în articolul "Expoziția lui Victor Brauner", Miron Radu Paraschivescu scria: "Față - de exemplu - de ceea ce putem vedea în sălile de expoziție vecină lui Victor Brauner, pictura acestuia însemnează integrare, atitudine care, în măsura artisticului, este socială, fiindcă V. Brauner ia atitudine prin însăși factura și ideologia plasticii lui." 
În ziua de 27 aprilie, creează ilustrațiile pentru culegerea de poeme a poetului Gellu Naum "Drumețul incendiar" și "Libertatea de a dormi pe frunte".

### Din nou în Franța
În 1938 se întoarce în Franța. La 28 august, își pierde ochiul stâng într-o dispută violentă care a avut loc între Dominquez și Esteban Frances. Victor Brauner, încercând să îl apere pe Esteban, a fost lovit cu un pahar aruncat la Dominquez: din păcate, premoniția s-a adeverit. Episodul îl inspiră pe scriitorul argentinian Ernesto Sabato, care îl folosește în romanul său "Despre eroi și morminte".
În același an o întâlnește pe Jaqueline Abraham care-i va deveni soție. Creează o serie de picturi numite "lycantrope" sau uneori "chimere". În 1940 părăsește Parisul însoțit de Pierre Malbille. Locuiește câtva timp la Perpignan, la Robert Rius, apoi la Cant-Blage (în Pirineii Orientali) și la Saint-Felin d'Amont, unde are domiciliu obligatoriu, dar păstrează legăturile cu suprarealiștii refugiați la Marsilia. 
În 1941 obține permisiunea de a locui în Marsilia. Grav bolnav, este internat în clinica "Paradis". 
Pictează "Preludiu la o civilizație" (aflată în colecția Gelman). După război, ia parte la bienala din Veneția; călătorește în Italia. În 1959 se instalează în atelierul din strada Lepic. În 1961 călătorește în Italia. Se instalează la Varangéville, unde lucrează în cea mai mare parte a timpului. 
În 1965, creează un ansamblu de tablouri-obiecte pline de inventivitate și vioiciune, regrupate sub titlurile "Mythologie". și "Fêtes des mythes". Mitologia lumii moderne, unde omul este înfățișat cu umor, tandrețe și pesimism totodată, înstrăinat de noile sale "mame" care sunt "L'automoma" și "L'aeroplapa". Critica sau acceptarea acestei lumi, altădată "atât de înspăimântătoare" și în care "realitatea devenea un lucru teribil de vătămător", dar pe care viața a făcut-o mai acceptabilă. Nu se va nega că aceste tablouri, pictate la Varangéville, în 1964 la Athanor, unde Victor Brauner s-a retras, sunt viziunile pline de umor și de fantezie a lumii viitorului, pe care voia să ni le lase, ca un dar (sărbătoare) pe care ni-l oferă ea acum. În această Mitologie se află și ultimul tablou prevestitor "La fin et le debut" (realizat în 1965) care amintește că "dacă viața pictorului s-a sfârșit, opera lui însă începe să trăiască" (Dominique Bozo, în "La petit journal des grandes Expositions" - "Victor Brauner" - au Musée National de l'Art moderne - Paris du 2 juin au 28 septembre 1977"). 
În 1966 este ales pentru a reprezenta Franța la Bienala de la Veneția, unde o sală întreagă îi este consacrată.

## Sfârșitul vieții
Victor Brauner a murit în data de  12 martie 1966 la Paris, în urma unei boli îndelungate. Mormântul său, aflat în cimitirul Montmartre, are ca epitaf o frază extrasă din Carnetele sale: „Peindre, c'est la vie, la vraie vie, ma vie”. 
Carnetele pictorului cu însemnări personale, pe care acesta le-a dat lui Max Pol Fouchet, conțin în parte „cheia” creației sale: „Fiecare tablou pe care-l fac este proiectat din cele mai adânci izvoare ale neliniștii mele...”.

### Articole biografice
- Vă mai amintiți de: Victor Brauner, 9 noiembrie 2010, Eliza Zdru, Adevărul
- Victor Brauner, suprarealistul diafan[nefuncțională]
, 2 iulie 2013, Dan Stanca, Ziarul Lumina